# Austromegalomus brunneus
Austromegalomus brunneus är en insektsart som beskrevs av Peter Esben-Petersen 1935. 
Austromegalomus brunneus ingår i släktet Austromegalomus och familjen florsländor. Inga underarter finns listade i Catalogue of Life.